# Batalla de San Carlos de Bolívar
La Batalla de San Carlos de Bolívar fue un enfrentamiento militar ocurrido el 8 de marzo de 1872 en el paraje de Pichí Caruhué, cerca del fortín de San Carlos, en el área rural de San Carlos de Bolívar, en el interior de la Provincia de Buenos Aires, Argentina. Sucedió en el contexto de las campañas previas a la Conquista del Desierto. En ella se encontraron las fuerzas del Ejército Argentino comandadas por el general Ignacio Rivas con una coalición de tribus mapuches y araucanizadas lideradas por el toqui Juan Calfucurá. El combate finalizó con la victoria de los soldados argentinos.

## Antecedentes

### Situación previa
La guerra a muerte en el actual Chile causó una fuerte emigración araucana a las pampas de la moderna Argentina. Esto fue animado porque las guerras civiles argentinas debilitaron las defensas fronterizas rioplatenses, facilitando el abigeato, una problema crónico en la región. En 1810, un gran grupo de huilliches emigró a las Salinas Grandes, convirtiéndose en los chadiches (salineros). En alianza con el toqui abajino (nagche) Venancio Coñoepán, 6000 a 7000 vorogas incluyendo 2000 lanzas, cruzaron la cordillera de los Andes y se apoderaron de las Salinas Grandes en 1819.
Sin embargo, en 1830 el poderoso cacique pehuenche Martín Toriano cruzó las montañas con 2000 guerreros para ayudar a los tehuelches, ranqueles y pampas contra una coalición de vorogas, ranqueles, toris, araucanos, ranqueles y la montonera de los hermanos Pincheira. Sin embargo, en 1832 fue vencido y muerto por los ranqueles de Yanquetruz y los vorogas de Cañiuquir. Tres cuartos de sus guerreros volvieron a oeste de los Andes rápidamente, pero uno de sus lugartenientes, el huilliche Juan Calfucurá, y unos pocos seguidores se refugiaron con los puelches (manzaneros). En 1835, Calfucurá masacró a los caciques vorogas en una reunión comercial y se apoderó de las Salinas Grandes. En 1836, Coñoepán realizó una campaña contra Calfucurá pero fue vencido y muerto. Derrotados abajinos y vorogas, la única amenaza a la hegemonía de Calfucurá la representaban los arribanos (wenteches), por lo que de inmediato decidió aliarse con su cabecilla, Juan Maguin Hueno, quien deseaba unificar la Araucanía bajo su mando, aunque jamás lo logró plenamente.
El toqui Lorenzo Colipí se hizo con el control de los abajinos, pero fue muerto por los arribanos en 1838 y los abajinos se dividieron, consolidándose la hegemonía de los arribanos. Maguin Hueno consolido una alianza con pehuenches y pampas para apoyar a los caudillos federales Justo José de Urquiza y José María de la Cruz Prieto en sus guerras con los gobiernos centralistas de Buenos Aires y Santiago respectivamente; sin embargo, al momento de su muerte los federalistas habían sido vencido. Se preocupó mucho de mantener buenos contactos con Calfucurá. Fue sucedido por su hijo José Santos Quilapán en 1866, quien reforzó su alianza con los pehuenches casando a una hija o hermana con el cacique Feliciano Purrán.
Como jefe indiscutible de los arribanos, Quilapán cruzó varias veces a las pampas para aportar guerreros a su alianza con Calfucurá, quien desde los años 1840, Calfucurá creó un sistema de alianzas que le permitió mantener la hegemonía sobre las pampas. Se había aliado con el Ulmanato ranquel de Painé (sucesor de Yanquetruz) y luego de Mariano Rosas; también con los manzaneros (puelches) del jefe Valentín Sayhueque, quien a su vez era aliado de Casimiro Biguá, cacique de los tehuelches. Gracias a esa red de alianzas pudieron anular a sus rivales, los clanes abajinos de los Colipí y los Coñoepán, los ranqueles de los Catriel y los vorogas de Ignacio Coliqueo.

### Malones fronterizos
El 14 de junio de 1870, Calfucurá atacó el pueblo de Tres Arroyos, entonces un poblado de 100 casas y 500 habitantes. Este ataque fue respondido por asaltos a las tolderías donde se mató a indios no combatientes, se violó a mujeres y se recuperó parte del ganado. El 25 de julio, el presidente argentino Domingo Faustino Sarmiento inició negociaciones de paz. El 23 de octubre, su hijo y futuro sucesor, Manuel Namuncurá, atacó con 2000 lanzas Bahía Blanca, matando a 100 criollos, tomando decenas de cautivas y robando 80 000 cabezas de ganado. Así, Sarmiento compró la paz otorgando un subsidio de 670 000 pesos a Calfucurá, 507 000 a Catriel, 380 000 a Cipriano Rosas, otra suma igual a Baigorrita y 124 000 a Sayhueque; sin embargo, las malas relaciones continuaron y la solución se vio como temporal.
El 9 de octubre de 1870, el coronel Francisco de Elías, comandante de la frontera sur, y el cacique ranquel Catriel firmaron en Azul un tratado por el cual el primero era reconocido como cacique principal de todos los indios y se le garantizaba apoyo militar. Sin embargo, en mayo siguiente los jefes pampas (tehuelches) Manuel Grande, Calfuquir (Calfucir) y Gervasio Chipitruz se alzaron contra Catriel, por lo que Elías atacó las tolderías, capturando ganado y familias que fueron incorporadas al grupo de Catriel.
La respuesta de Calfucurá no se hizo esperar, pues le servía para justificar una guerra en que podía asegurar su mando de las tribus. El 5 de marzo de 1872 entró en la provincia de Buenos Aires secundado por sus hijos Manuel Namuncurá y José Morales Catricurá y los caciques Epumer Rosas, Santiago Reuquecurá, Vicente Pincén y Mariano Rosas. Las estancias alrededor de San Carlos de Bolívar, Alvear y 9 de Julio fueron saqueadas. Posiblemente fue el mayor malón de la historia del conflicto, más de 300 criollos murieron, 500 fueron capturados y se robaron 150 000 a 200 000 cabezas de ganado (100 000 bovinos, 30 000 equinos y 20 000 ovejas según Zeballos). El ejército se vio completamente superado, incapaz de defender la frontera.
A las 14:00 horas, el coronel Juan Carlos Boerr, jefe de la frontera oeste, que marchaba de 9 de Julio a Buenos Aires fue informado por el capitán de guardias nacionales, capitán Inocencio Núñez, del malón. De inmediato, el coronel ordenó a Núñez movilizar sus fuerzas al igual que el cacique general Simón Coliqueo y el jefe del fuerte General Paz, teniente coronel Nicolás Levalle. Mientras Boerr también pedía ayuda al jefe de la frontera norte de Buenos Aires, coronel Francisco Borges.
En media hora, Boerr partió con 100 guardias nacionales hacia laguna del Curá, pero al enterarse de que el cacique aliado Raninqueo se había pasado a Calfucurá decidió marchar a General Paz para unirse a Levalle y Coliqueo, llegando a las 22:00 horas, enterándose de que Calfucurá estaba en laguna Verde con 3000 guerreros. Como Borges no llegada, el coronel Boerr decidió marchar al fuerte San Carlos con el batallón N.° 5 de Línea de Infantería, los guardias nacionales y los vorogas de Coliqueo, quien se le había unido en Quemhuimn, a las 21:00 horas del 6 de marzo. Llegó a su objetivo a las 09:00 horas de la mañana siguiente, donde se le sumó Levalle con hombres de la frontera oeste, formándose un contingente de 390 hombres de los que apenas 100 eran soldados regulares. Fue entonces que Calfucurá empezó a hostigarlo. Entre tanto, Borges estaba movilizando las fuerzas de la frontera norte de Buenos Aires y sur de Santa Fe, pero estaba atrasado.
En cuanto llegaron las noticias del malón, en Azul el coronel mayor (general) y jefe de la frontera costa sur de Buenos Aires, Ignacio Rivas, reunió 220 soldados y 800 indios aliados aportados por Catriel en Azul y partió el 6 de marzo a las 02:00 horas. Su plan era marchar a San Carlos y unirse al coronel Boerr.

## Fuerzas enfrentadas

### Argentinos
Producto de la Guerra del Paraguay, con su movilización de hombres al norte y sus enormes bajas, las defensas meridionales de la República Argentina se vieron debilitadas, permitiendo a los indios lanzar malones a los pueblos, haciendas, fuertes y fortines fronterizos. Después de la guerra, se había reducido a menos de 10 000 hombres, incluidos 1300 oficiales, dispersos por todo el territorio, por lo que les era imposible concentrarse en los números que podían las huestes de Calfucurá; sólo la capital tenía una guarnición superior al millar de soldados.  También se carecía de una extensa red de ferrocarriles y telégrafos, por lo que toda comunicación o movimiento sólo se podía hacer a caballo.
El ejército en la frontera sur sumaba menos de 5000 efectivos cuando autores como Zeballos consideraban que se requerían al menos 6000 hombres bien armados y entrenados guarneciéndola de forma permanente. La mayoría de los fuertes fronterizos, dispersos en una línea de miles de kilómetros desde Bahía Blanca hasta la cordillera de los Andes tenían 200 a 300 soldados, mientras que cada fortín un puñado cuya misión era detectar malones, no impedirlos. Para enfrentar estas incursiones, se debían reunir pequeños núcleos de soldados profesionales a los que se sumaban indios amigos, la reserva de guardias nacionales y vecinos que querían defender sus vidas, familias y propiedades.
Según Zeballos, durante la batalla Rivas y Boerr reunieron apenas 365 hombres de línea, 220 aportados por Rivas, aunque Fraga los rebaja a sólo 320 soldados de línea. Para Zeballos, se organizaban en 170 infantes del batallón N.° 2 de Línea y 95 del N.° 5 de Infantería de Línea, más 50 jinetes del regimiento N.° 9 de Caballería de Línea y otros tantos del N.° 5 de Caballería de Línea. Ninguno tenía fusiles Remington, 270 eran infantes armados con carabinas Merrol a fulminante y 50 jinetes con otras carabinas; la variedad de armamento era patente incluso en el ejército profesional por las diversas compras hechas en los años previos. Entre ambos oficiales movilizaron a 295 o 300 milicianos criollos para la expedición, dos tercios reunidos por Rivas, que se concentraron en el ala izquierda (más algunos guardias nacionales en la reserva). Las armas, vestimentas y caballos de los guardias nacionales y vecinos debían ser aportados por ellos mismos, habiendo casos en que ni armas tenían. Sin embargo, la mayoría de la tropa eran indios aliados, tanto que Zeballos denomina a la división «casi salvaje», 800 ranqueles aportados por el Cacique General Cipriano Catriel (apodados catrieleros) y 200 vorogas por Ignacio Coliqueo. La división también contaba con una pieza de artillería y el servicio sanitario de las fronteras del oeste y sur a cargo de los cirujanos Juan Mateo Franceschi y Eduardo Herter.

### Araucanos
En un informe de 1864, el general Wenceslao Paunero estimaba que las tribus podían movilizar hasta 6000 lanzas, destacando 700 pehuenches del sur de Mendoza y 800 araucanos (arribanos) que cruzaban anualmente desde el oeste de los Andes. Pocos años después, acorde a los datos proporcionados por el censo argentino de 1869, en el cálculo se incluyeron a los llamados «cristianos alzados», personas no indígenas que se dedicaban al abigeato en las fronteras, y a los «capitanejos disidentes», jefes indios menores que actuaban de forma independiente a las grandes agrupaciones. Sin embargo, no se incluye a los seguidores de Coliqueo, que habían sido empadronados con la población sometida a la autoridad argentina. En un informe del coronel Nicolás Levalle, las tribus de las Pampas sumaban 5260 lanzas en 1877, aunque el militar los agrupa en tres grupos según su cabecilla: Namuncurá, Renquecurá y Catriel. Caso aparte son los ranqueles, que no fueron incluidos por Levalle, pero en 1870 son estimados por el coronel Lucio Victorio Mansilla en 1300 lanzas. El coronel Estanislao Zeballos escribió en su La dinastía de los piedra de 1884 que nueve años antes en un malón sucedido las tribus indígenas movilizaron un ejército de 5000 guerreros organizados en una vanguardia (a cargo de Vicente Pincén), ala izquierda (Santiago Renquecurá), centro (Carupancurá), ala derecha (Feliciano Purrán) y reserva (escolta de Manuel Namuncurá). Esta fuerza incluía lanzas "chilenas", venidas de las «faldas argentinas de los Andes», salineras, ranqueles de Catriel y 500 pampas de Pincén; los ranqueles (o rancúles) no participaron porque el gobierno porteño les pagaba un subsidio. En 1890 Zeballos estimaba que eran 6000 los indios que Calfucurá había reunido, pero sólo 3500 «eran de pelea», refiriéndose a los que presentaron batalla.
Basado en las estimaciones antes mencionadas y censos aproximativos realizados en esa época, el profesor Guillermo Alfredo Terrera estimaba las cantidades de guerreros que cada cacique de las Pampas podía movilizar en 1875: 1500 salineros para Namuncurá, 750 ranqueles para Catriel, 150 pampas, araucanos y ranqueles para Pincén, 150 ranqueles de Manuel Grande y Tripailao y 2200 pehuenches, pehuelches, molulches y araucanos para Renquecurá.
| Número de guerreros Estimaciones de diversas fuentes y organizadas por agrupaciones étnicas con autor y fechas de las estimaciones. |                |              |                 |                 |                |                 |
| Etnia | Paunero (1864) | Censo (1869) | Mansilla (1870) | Zeballos (1875) | Levalle (1877) | Zeballos (1878) |
| Ranqueles | 1500           | 1000         | 1300            |                 |                | 250-300         |
| Pampas | 2000           | 310          |                 | 500             |                | 100             |
| Salineros | 1000           | 800          |                 | 1500            | 2300           | 2000            |
| Arribanos | 800            |              |                 | 1000            |                |                 |
| Pehuenches | 700            | 1200         |                 | 1000            | 2200           |                 |
| Ranqueles de Catriel |                | 700          |                 | 1000            | 760            |                 |
| Cristianos alzados Capitanejos disidentes                                                                                           |                | 500          |                 |                 |                |                 |
| Total | 6000           | 4510         |                 | 5000            | 5260           |                 |

Caso aparte era el dominio de Valentín Sayhueque, quien dominaba directamente o a través de parientes un extenso territorio centrado en la actual provincia de Neuquén, teniéndose en cuenta que el control era flexible en las sociedades indígenas. Cuanto más cercano al núcleo más directo y más alejado más laxo, y variando constantemente en el tiempo. En 1881, el coronel Zeballos afirmaba que tenía 1000 lanzas de origen variado, sin embargo, tres años antes sostenía que contaba con 5000. El historiador Guillermo Martín Caviasca cree que la diferencia se debe a que el coronel deseaba darle una mayor épica y apología de Julio Argentino Roca. Además, el cálculo de 1878 militar reduce el número de guerreros en las Pampas a apenas 2000, cifra poco creíble si se compara con otras estimaciones de la época, y porque cuando se rindió en 1883, Sayhueque apenas tenía 700 lanzas siguiéndole. Por ello, Caviasca cree que la estimación de 1881 es exagerada y el número de 1000 es el más cercano a la realidad, aunque bien pudieron sumarse pequeños grupos de otros caciques.
Respecto de las cifras de la batalla, Zeballos afirma que Calfucurá dejó 2500 guerreros arriando a los animales robados, mientras que con los demás presentó combate. Las tropas se componían de 1000 aliados de Chile, 1000 salineros, 1000 aliados de Chile y Neuquén y 500 ranquelinas. Por los aliados venidos desde Chile los autores se refieren a los wenteches, mientras que los aliados de Chile y Neuquén eran pehuenches. Bengoa lo considera una señal que estos pueblos veían la guerra en Argentina como propia. La mayoría de los guerreros estaban armados con lanzas, falcones y boleadoras. Es probable que solamente uno de diez tuviera algún tipo de arma de fuego, bien comprada en Chile u obtenida en los malones.

## Combate

### Movimientos previos
Intentando cortar la retirada de su enemigo, Rivas ocupó las aguadas de Cabeza del Buey, cerca de Bolívar, sin embargo, Calfucurá y su hueste pudieron esquivarlos durante la noche y proseguir su camino. Al día siguiente, Rivas se dio cuenta de su fracaso pero recibió una carta del coronel Boerr, comandante de la frontera del centro, quien estaba siendo sitiado en San Carlos. Según Zeballos, Rivas comprendió que el plan del cacique era encerrar con 1000 guerreros a Rivas mientras con otros 2000 lo destruía a él y su columna aislada, así que rápidamente marchó a San Carlos, donde llegó en la madrugada del 8 de marzo y asumió el mando por su grado superior.
A las 07:00 horas, a Rivas le llega un mensaje del sargento mayor Santos Plaza, comandante de la vanguardia enviada a explorar la zona, que le informaba que Calfucurá se movía por las proximidades. Convenció a Boerr de salir de sus trincheras y congregarse en las cercanías del fuerte para dar batalla a Calfucurá, pero al llegar a los toldos de Nievas algunos indios aliados se amotinaron porque no deseaban enfrentar a otros indígenas. Catriel y los soldados de línea los decapitaron, advirtiendo a los demás que no podían desertar. Continuaron la marcha formando un centro, dos alas, una reserva y una vanguardia. Esta última estaba formada por 50 soldados del regimiento N.° 9 de Caballería de Línea a cargo del teniente coronel Palavecino y 200 catrieleros, los que se replegaron y tomaron sus posiciones poco antes de la batalla.
Por su parte, Calfucurá envió 2500 guerreros a seguir arreando el ganado robado mientras que el resto se preparaba para presentar batalla. Esta decisión será clave para el desenlace de la batalla. Marcharon en cinco columnas paralelas guardando distancias tácticas, con guerrillas (tropas en formación abierta) en vanguardia y desplegando su línea al toque de un clarín demostrando su disciplina y experiencia. Contaban con bomberos o exploradores e infiltrados entre los indios vorogas y catrieleros que les informaban de todo lo que hacían sus enemigos y el tamaño de su división. Calfucurá se paseo entre los regimientos dándoseles discursos en que se recordaban victorias anteriores y asegurando que los catrieleros se pasarían a su bando. Después, hizo desmontar a parte de sus guerreros y les ordenó luchar a pie para demostrar su valor, aunque probablemente lo hizo para aprovechar sus mejores caballadas en atacar los flancos del enemigo. Su ejército se organizó en centro, dos alas y reserva, siguiendo la usanza europea aprendida después de medio siglo de guerra con los criollos.

### Carga inicial
El combate comenzó cuando, al toque de un clarín, Calfucurá ordenó a sus jinetes cargar contra Obando y Boerr entre estruendosos gritos que asustaron a los caballos de los argentinos. Sus indios se habían acostumbrado a dejar que sus enemigos hicieran una primera descarga con sus fusiles y carabinas antes de abalanzarse sobre ellos mientras recargaban. Por su parte, Rivas ordenó a sus hombres desmontar, formar en dos líneas y mantenerse a la defensiva, dejando sus caballos atrás. A pesar de las descargas, los indios llegaron a la línea aliada y vino un feroz choque con lanzas, sables, cuchillos y boleadoras, lo que indica que las armas de fuego no fueron decisivas según Rosendo Fraga.
Pronto, el ala izquierda argentina empezó a retroceder porque los vorogas se negaban a combatir a los indios de Calfucurá, la caballería de línea fue derrotada y solo quedó resistiendo el batallón N.° 5 de Línea superado cinco a uno según Zeballos. Para evitar el colapso del sector, el grueso de la reserva al mando de Leyria fue enviada a ayudar. En el centro, sector donde también la lucha era despiadada porque mil indios atacaron a Ocampo.

### Contraataque

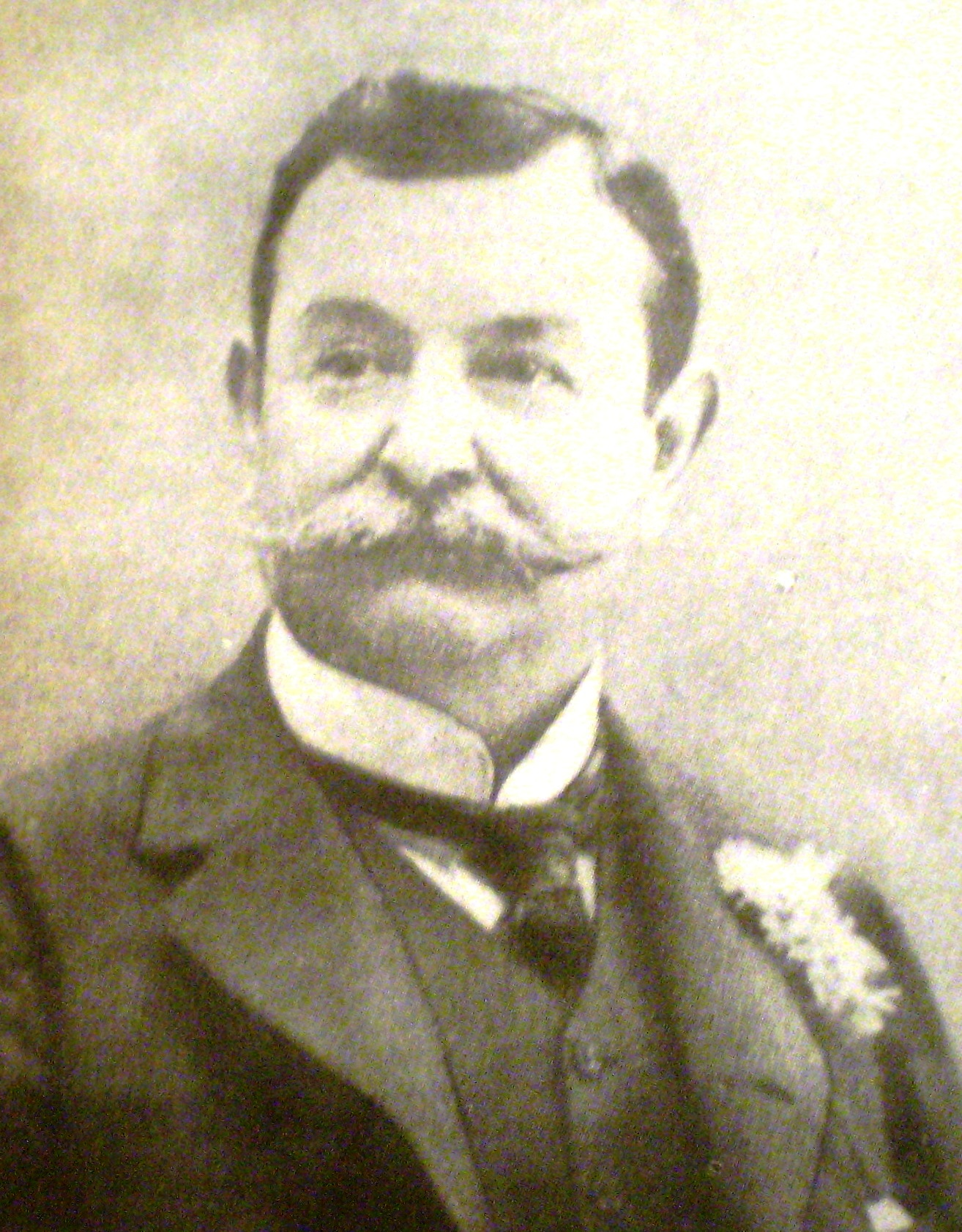
Fotografía de Estanislao Zeballos.

En el ala derecha, Catriel tenía 600 infantes y 400 jinetes con quienes logró rechazar la primera carga enemiga, pero al ver que parte de sus catrieleros se dispersaban les gritaba para que volvieran al combate. Sucedía que tanto habían infiltrados de Calfucurá entre los vorogas como catrieleros y habían convencido a varios de no luchar y desertar. Cuando algunos se negaron a obedecerlo pidió ayuda a Rivas, quien envió a su guardia personal, 50 fusileros de la reserva al mando de su ayudante personal Domingo Rebución. Catriel y Rebución se ubicaron en retaguardia y fusilaron inmediatamente a los desobedientes. Después, Catriel lideró una feroz carga por su flanco, pero los indios del cacique Renquecurá reaccionaron y forzaron a los catrieleros a quedar a la defensiva. Entonces Catriel flanqueó a sus enemigos con 400 jinetes armados con lanzas, facones y boleadoras y le obligó a retroceder. Mientras Renquecurá reorganizaba a su columna, Rivas llegó y le pidió a Catriel sus 400 jinetes para ir a ayudar a Ocampo, mandando al cacique aliado aguantar en su sector el mayor tiempo posible.
Calfucurá, considerando que el ala izquierda de los argentinos estaba vencida, mando a Catricurá y Epumer atacar el centro, siendo recibidos por el fuego de fusilería de los infantes de Ocampo. En esos momentos llegó Rivas con los vorogas, los jinetes catrieleros y la reserva de Leyria, mandando una carga que consiguió partir la línea de Calfucurá en dos en apenas un cuarto de hora. Esto fue aprovechado por Boerr para rehacer su ala y contraatacar. Entonces comenzó la desbandada del desmoralizado ejército indígena, que es perseguido por 70 kilómetros hasta que agotamiento de la caballada argentina, la sed, el calor y el polvo obliguen a los vencedores a parar, aunque para entonces su enemigo estaba totalmente disperso. Borges llegó con 600 hombres esa tarde, cuando la batalla ya había concluido.

## Consecuencias

### Bajas y análisis
El ejército indígena dejó 300 muertos y 200 heridos en el campo de batalla, un número mayor de heridos fue capaz de subirse en sus caballos y escapar. Rivas consiguió hacerse con 70 000 vacas, 15 000 caballos y todas las ovejas. También se lograron liberar a 200 criollos cautivos. Sin embargo, la persecución de los argentinos no pudo ser eficiente y Calfucurá logró internarse en las Salinas Grandes.
Fraga señala que es un mito que los fusiles Remington fueron claves en la batalla pues los combatientes argentinos carecían de ellos. Lo que si fue clave es que Rivas y Boerr pudieran unir sus fuerzas, pues ninguno podía enfrentarse a Calfucurá por separado y el primero casi no llega porque su baqueano (guía) era pésimo. También fue decisivo que los indios aliados no se desbandaran ni cambiaran de bando, pues eran el grueso de la división de Rivas y estaban en sus alas. Si los catrieleros hubieran huido y/o cambiado de bando, sin duda el centro de Ocampo hubiera sido flanqueado y aniquilado y en tal circunstancias, los vorogas también habrían desertado. El ala de Boerr hubiera podido intentar formar un cuadro, pero ante tal inferioridad numérica tarde o temprano habría colapsado.
No se trató de un enfrentamiento de militares bien armados que derrotaron a una masa indígena casi indefensa ante su superioridad militar, sino que «una batalla entre indios» pues sumando a todos los combatientes involucrados, apenas uno de cada diez era criollo y casi no hubo soldados profesionales.

### Sucesión en las Pampas
La batalla si fue importante, pues marco el comienzo del fin de la hegemonía militar que ejercían las tribus indómitas sobre varias provincias argentinas, dando nuevos ánimos al gobierno de que podían acabar con esos pueblos. También desmoralizó a los indígenas y especialmente a Calfucurá. Año y medio después, el 3 de julio de 1873, falleció de viejo en su toldo de Chilihué. Como era polígamo había conseguido tener 16 hijos y 5 hijas, sin contar las posiblemente docenas de retoños que tuvo de concubinas, debiéndose organizar una asamblea de 224 caciques para elegir a su sucesor.
Pronto estalló una disputa porque un hijo, Manuel Namuncurá, le negó la condición de ser también hijo de su padre, y por lo tanto su hermano, a Bernardo Namuncurá, cacique muy popular. A esto se sumó que aunque la asamblea consideró cierto que el sucesor legal era el primogénito, José Millaqueucurá, su hermano Manuel protestó porque lo consideraba demasiado débil como para mantener el orden, contando con el apoyo del influyente Bernardo y de su otro hermano, Álvaro Reumaycurá. Frente a esta alianza de sus poderosos hermanos, José contaba con el apoyo de caciques menores que deseaban un gobernante débil para ganar autonomía y como todos contaban con sus propias huestes la guerra civil se hizo casi inevitable. Para impedirlo, la asamblea declaró a Millaqueucurá incapaz de gobernar y nombró un triunvirato formado por sus hermanos Manuel Namuncurá, Bernardo Namuncurá y Álvaro Reumaycurá. Manuel era apoyado por Álvaro, mientras que Bernardo por sus hermanos Pereyra Carupancurá, Melicurá, Mariano Carumanquecurá y José Morales Catricurá. En dos años Manuel logró desplazar y exiliar a Bernardo.
Fraga especula que aunque era inevitable que la independencia de estas tribus iba a acabar de una forma u otra por los cambios tecnológicos, ideológicos y económicos de la época. De haber ganado, la frontera argentina meridional habría quedado seriamente debilitada y la rebelión jordanista se hubiera podido expandir, aunque el gobierno de Domingo Faustino Sarmiento probablemente hubiera preferido concentrarse en acabar con los rebeldes. Tal situación habría fortalecido a Calfucurá y sus hijos, quienes hubieran podido intervenir con más fuerza para apoyar la revolución de Bartolomé Mitre, quizás logrando que triunfe. Un gobierno mitrista seguramente hubiera buscando contentar a Calfucurá, acabando con toda voluntad de avanzar la frontera al sur. Esto hubiera sido aprovechado por Chile para colonizar la Patagonia austral, Neuquén y Río Negro; también es posible que desde las islas Malvinas colonos ingleses hubieran llegado a Chubut.